# Ghost Site
Der Begriff Ghost Site bezeichnet Websites, die von den Autoren nicht mehr gepflegt werden und als solche gekennzeichnet sind, aber weiterhin erreichbar bleiben. Als alternative Bezeichnung wurde gravesite angegeben. Der Begriff ist wenig etabliert.
Der Begriff ist vom Geisterschiff abgeleitet. In der Regel werden diese Seiten gegen das digitale Vergessen oder als Rückblick aufgehoben und sind deutlich als nicht mehr aktuell gekennzeichnet. Sie sind daher von Websites zu unterscheiden, die nicht mehr erreichbar oder nicht auffindbar sind (als Teil des Deep Webs).